# Список супругов императоров России
Список супругов императоров России не совпадает со списком императриц России, так как включает мужчин, морганатические браки и персон, умерших до вступления супруга на престол, кроме того, ряд императриц-самодержиц России были незамужними.

## Характеристика
Список включает в себя хронологическое перечисление жён и мужей российских императоров и императриц-самодержиц. В него входят и морганатические или тайные супруги. Правящие императрицы внесены в список, только если перед единоличным правлением они были жёнами российских императоров, в противном случае в списке фигурируют лишь их мужья. Включены также персоны, умершие до вступления супруга на престол.
Русские императоры заключали династические браки — по большей части с немецкими принцессами. Процедура выбора была достаточно гуманной: совершеннолетнего цесаревича в XIX в. отправляли в путешествие по Европе. Ему давался особый список из 10-15 дворов с подходящими по политическим соображениям принцессами на выданье, каждый из которых ему следовало навестить и в течение нескольких месяцев принять решение. Система не всегда срабатывала: так, Александр II настоял на том, чтобы жениться на понравившейся ему принцессе, не входившей в одобренный список (кандидатура Марии Александровны не была включена в список, так как её отцом, как это было общеизвестно, был не законный муж её матери, а некий барон, её любовник).
После смерти мужа императрицы оставались в свете («вдовствующие императрицы»).
Считается, что русскими монархами было заключено два тайных брака (императрицами Елизаветой Петровной и Екатериной II c их фаворитами) и достоверно известен один морганатический (император Александр II и княгиня Юрьевская). Несколько русских монархов остались неженатыми, так как утратили престол в юном возрасте (серый цвет в табл.).

## Список
| Имя                                                                 | Имя до брака / в постриге | Портрет | Годы жизни  | Супруг | Дата свадьбы | Дети в браке                                  | Утрата статуса                                                                                           | Погребена                                                                              |
| ------------------------------------------------------------------- | --- | ------- | ----------- | --- | ------------ | --------------------------------------------- | --- | -------------------------------------------------------------------------------------- |
| Евдокия Фёдоровна (Лопухина)                                        | При рождении — Прасковья Илларионовна, в иночестве Елена                                                                               |         | (1669—1731) | Пётр I | 1689         | сыновья, в том числе предполагаемый наследник | пострижена в монахини в 1698 году                                                                        | Смоленский собор Новодевичьего монастыря (Москва)                                      |
| Екатерина I; при жизни мужа — императрица Екатерина Алексеевна      | Марта Скавронская |         | (1684—1727) | Пётр I | 1712         | умершие во младенчестве сыновья, дочери       | скончалась в статусе самодержавно правящей императрицы                                                   | Петропавловский собор (Петербург)                                                      |
| Иоганн Крузе (Рабе)                                                 | |         | (ум.1702?)  | Екатерина I | 1702         | нет                                           | умер до вступления супруги на трон (пропал без вести)                                                    | место погребения неизвестно                                                            |
| Пётр I                                                              | |         | (1672—1725) | Екатерина I | 1712         | умершие во младенчестве сыновья, дочери       | император; умер до вступления супруги на трон                                                            | Петропавловский собор (Петербург)                                                      |
| супруги нет                                                         | |         |             | Пётр II Алексеевич |              |                                               | |                                                                                        |
| Фридрих III Вильгельм (герцог Курляндии)                            | |         | (1692—1711) | Анна Иоанновна | 1710         | нет                                           | умер до вступления супруги на трон                                                                       | Митавский дворец, герцогская крипта (Елгава, Латвия)                                   |
| супруги нет                                                         | |         |             | Иван VI |              |                                               | |                                                                                        |
| Алексей Григорьевич Разумовский                                     | |         | (1709—1771) | Елизавета Петровна, тайный брак (предположительно, см. Предание о браке и потомстве Елизаветы Петровны и Разумовского) | 1742 (?)     | нет, приписывалась княжна Тараканова          | скончался без объявления статуса после смерти Елизаветы                                                  | Благовещенская церковь Александро-Невской лавры (Петербург)                            |
| Екатерина II; при жизни мужа — великая княгиня Екатерина Алексеевна | Принцесса София Фредерика Ангальт-Цербстская                                                                                           |         | (1729—1796) | Пётр III | 1745         | наследник, дочери                             | скончалась в статусе самодержавно правящей императрицы                                                   | Петропавловский собор (Петербург)                                                      |
| Пётр III                                                            | Карл-Петер-Ульрих, герцог Гольштейн-Готторпский                                                                                        |         | (1728—1762) | Екатерина II | 1745         | наследник, дочери                             | император; скончался до вступления супруги на трон, предположительно убит                                | Петропавловский собор (Петербург)                                                      |
| Григорий Александрович Потёмкин                                     | |         | (1739—1791) | —"— 2-й брак, тайный (предположительно, см. Свадьба Екатерины II и Потёмкина)                                          | 1775 (?)     | предположительно дочь Е. Г. Тёмкина           | скончался без объявления статуса до смерти Екатерины                                                     | Свято-Екатерининский собор (Херсон)                                                    |
| Наталья Алексеевна                                                  | Принцесса Августа-Вильгельмина-Луиза Гессен-Дармштадтская                                                                              |         | (1755—1776) | Павел I | 1773         | детей нет                                     | скончалась в статусе великой княгини                                                                     | Благовещенская церковь Александро-Невской лавры (Петербург)                            |
| Мария Фёдоровна                                                     | Принцесса София-Доротея-Августа-Луиза Вюртембергская                                                                                   |         | (1759—1828) | Павел I | 1776         | наследник, дочери и сыновья                   | скончалась в статусе вдовствующей императрицы                                                            | Петропавловский собор (Петербург)                                                      |
| Елизавета Алексеевна                                                | Принцесса Луиза-Мария-Августа Баденская                                                                                                |         | (1779—1826) | Александр I | 1793         | только дочери                                 | скончалась в статусе вдовствующей императрицы                                                            | Петропавловский собор (Петербург)                                                      |
| Александра Фёдоровна                                                | Принцесса Фридерика Шарлотта Вильгельмина Прусская                                                                                     |         | (1798—1860) | Николай I | 1817         | наследник, дочери и сыновья                   | скончалась в статусе вдовствующей императрицы                                                            | Петропавловский собор (Петербург)                                                      |
| Мария Александровна                                                 | Принцесса Максимилиана Вильгельмина Мария Гессенская                                                                                   |         | (1824—1880) | Александр II, 1-я супруга                                                                                              | 1841         | наследник, дочери и сыновья                   | скончалась при жизни мужа                                                                                | Петропавловский собор (Петербург)                                                      |
| Светлейшая княгиня Юрьевская                                        | Княжна Екатерина Михайловна Долгорукова                                                                                                |         | (1847—1922) | —"— 2-я супруга. Морганатический брак                                                                                  | 1880         | дочь, сыновья (князья Юрьевские)              | В эмиграции сохраняла титул до кончины                                                                   | Русское кладбище (Ницца)                                                               |
| Мария Фёдоровна                                                     | Принцесса Мария-София-Фредерика-Дагмара Датская                                                                                        |         | (1847—1928) | Александр III | 1866         | наследник, дочери и сыновья                   | С 1917 г. в России «гражданка Романова», в эмиграции сохраняла титул вдовствующей императрицы до кончины | Собор Роскилле, (Дания); перезахоронение — Петропавловский собор (Петербург)           |
| Александра Фёдоровна                                                | Принцесса Алиса Виктория Елена Луиза Беатрис Гессен-Дармштадтская; канонизирована как Царственная страстотерпица Александра Феодоровна |         | (1872—1918) | Николай II | 1894         | наследник и дочери                            | убита после отречения мужа от престола                                                                   | Ганина Яма (Свердловская область); перезахоронение — Петропавловский собор (Петербург) |